# Petín
Petín és un municipi de la província d'Ourense a Galícia. Pertany a la Comarca de Valdeorras. Limita al nord camb A Rúa i Vilamartín de Valdeorras, a l'est amb O Barco de Valdeorras, al sud amb O Bolo i A Veiga i a l'oest amb Larouco.
| 2.568 | 2.887 | 2.669 | 1.817 | 1.134 | 1.008 | 879 |
| Fonts: INE i IGE (Els criteris de registre censal variaren i les dades de l'INE i de l'IGE poden no coincidir.) |       |       |       |       |       |     |

## Subdivisions municipals
| CP    | Parròquia                           | Entitat de població         | Població (2009) |
| ----- | ----------------------------------- | --------------------------- | --------------- |
| 32356 | Petín (Santiago)                    | Petín                       | 661             |
| 32356 | Freixido (Sagrado Corazón de Xesús) | Casasola                    | 4               |
| 32370 | Freixido (Sagrado Corazón de Xesús) | Freixido de Abaixo          | 59              |
| 32357 | Mones (San Miguel)                  | Mones                       | 59              |
| 32357 | Mones (San Miguel)                  | San Paio                    | 28              |
| 32357 | Santa María de Mones (Santa María)  | Barxela                     | 9               |
| 32357 | Santa María de Mones (Santa María)  | Carballal                   | 38              |
| 32357 | Santa María de Mones (Santa María)  | Outeiro                     | 17              |
| 32357 | Santa María de Mones (Santa María)  | Porto, O                    | 2               |
| 32357 | Santa María de Mones (Santa María)  | Santa María                 | 8               |
| 32357 | Santoalla do Monte (Santa Oalla)    | Santoalla                   | 6               |
| 32371 | Portomourisco (San Víctor)          | Portela de Portomourisco, A | 91              |
| 32371 | Portomourisco (San Víctor)          | Portomourisco               | 48              |